# Z Nation
Z Nation este un serial TV american postapocaliptic de groază dramatic  creat de Karl Schaefer și Craig Engler, care este transmis de Syfy. Primul sezon, format din 13 episoade, a avut premiera la 12 septembrie 2014.

## Premiză
Au trecut zece ani după ce un virus-zombie a devastat  Statele Unite. Un mic grup de oameni trebuie să ducă în siguranță din New York în California singurul supraviețuitor cunoscut care  nu s-a transformat. În California există ultimul laborator viral funcțional care are nevoie de sângele acestuia pentru a crea un antidot. Cu toate acestea, el adăpostește un secret întunecat care amenință pe toată lumea.

## Distribuție
- Kellita Smith ca Roberta Warren
- DJ Qualls ca Cetățeanul Z: un hacker în computere care se alătură echipei pentru a-i ajuta să se deplaseze pe terenul plin de zombie
- Michael Welch ca Mack Thompson: un hoinar care, împreună cu Addy, se alătură echipei pentru a supraviețui
- Keith Allan ca Murphy
- Anastasia Baranova ca Addy Carver
- Russell Hodgkinson ca Doc
- Pisay Pao este Cassandra
- Nat Zang ca 10K
- Tom Everett Scott ca Charles Garnett: al doilea în comandă după Hammond
- Harold Perrineau ca Mark Hammond: liderul grupului obligat să meargă spre vest

## Producție
La 29 iunie 2014, s-a anunțat începerea filmărilor în Spokane, Washington a celor 13 episoade care formează primul sezon.

## Prezentare generală a seriei
| Sezonul | Sezonul | Episoade | Episoade | Premiera TV        | Premiera TV       |
| Sezonul | Sezonul | Episoade | Episoade | Prima transmisie   | Ultima transmisie |
| ------- | ------- | -------- | -------- | ------------------ | ----------------- |
|         | 1       | 13       | 13       | 12 septembrie 2014 | 5 decembrie 2014  |
|         | 2       | 15       | 15       | 11 septembrie 2015 | 18 decembrie 2015 |
|         | 3       | 14       | 14       | 16 septembrie 2016 | 16 decembrie 2016 |
|         | 4       | 13       | 13       | 29 septembrie 2017 | 15 decembrie 2017 |
|         | 5       | 13       | 13       | 5 octombrie 2018   | 28 decembrie 2018 |

## Episoade

### Sezonul 1 (2014)
| Nr. în serial | Nr. în sezon | Titlu                     | Regizat de        | Scris de                         | Data difuzării     | U.S. telespectatori (milioane) |
| ------------- | ------------ | ------------------------- | ----------------- | -------------------------------- | ------------------ | ------------------------------ |
| 1             | 1            | „Cățeluși și pisicuțe”    | John Hyams        | Karl Schaefer                    | 12 septembrie 2014 | 1.58                           |
| 2             | 2            | „Zombi afurisiți!”        | John Hyams        | Michael Cassutt                  | 19 septembrie 2014 | 1.62                           |
| 3             | 3            | „Ospățul”                 | Luis Prieto       | Eric Wallace and Karl Schaefer   | 26 septembrie 2014 | 1.14                           |
| 4             | 4            | „Soldații zombi”          | Michael Robison   | Eric Bernt                       | 3 octombrie 2014   | 1.55                           |
| 5             | 5            | „Casă, dulce casă”        | Luis Prieto       | Dan Merchant                     | 10 octombrie 2014  | 1.26                           |
| 6             | 6            | „Învierea”                | John Hyams        | Craig Engler                     | 17 octombrie 2014  | 1.57                           |
| 7             | 7            | „Barul pistolarilor”      | Abram Cox         | Jennifer Derwingson              | 24 octombrie 2014  | 1.34                           |
| 8             | 8            | „Zunami”                  | John Hyams        | Dan Merchant                     | 31 octombrie 2014  | 1.10                           |
| 9             | 9            | „Mori, zombi, mori!”      | Tim Andrew        | Dan Merchant and Karl Schaefer   | 7 noiembrie 2014   | 1.30                           |
| 10            | 10           | „Iradiații”               | Nick Lyon         | Craig Engler and Michael Cassutt | 14 noiembrie 2014  | 1.49                           |
| 11            | 11           | „Surorile milostive”      | Rachel Goldenberg | Jennifer Derwingson              | 21 noiembrie 2014  | 1.40                           |
| 12            | 12           | „Legile lui Murphy”       | Tim Andrew        | Michael Cassutt                  | 28 noiembrie 2014  | 1.61                           |
| 13            | 13           | „Doctor pentru cei morți” | John Hyams        | John Hyams and Karl Schaefer     | 5 decembrie 2014   | 1.44                           |

### Sezonul 2 (2015)
| Nr. în serial | Nr. în sezon | Titlu                                   | Regizat de        | Scris de                          | Data difuzării     | U.S. telespectatori (milioane) |
| ------------- | ------------ | --------------------------------------- | ----------------- | --------------------------------- | ------------------ | ------------------------------ |
| 14            | 1            | „The Murphy”                            | John Hyams        | Karl Schaefer                     | 11 septembrie 2015 | 0.94                           |
| 15            | 2            | „White Light”                           | John Hyams        | John Hyams                        | 18 septembrie 2015 | 0.88                           |
| 16            | 3            | „Zombie Road”                           | Dan Merchant      | Dan Merchant                      | 25 septembrie 2015 | 0.99                           |
| 17            | 4            | „Batch 47”                              | Alexander Yellen  | Michael Cassutt                   | 2 octombrie 2015   | 0.90                           |
| 18            | 5            | „Zombaby!”                              | Rachel Goldenberg | Jennifer Derwingson               | 9 octombrie 2015   | 0.88                           |
| 19            | 6            | „Zombie Baby Daddy”                     | Abram Cox         | Craig Engler                      | 16 octombrie 2015  | 0.84                           |
| 20            | 7            | „Down the Mississippi”                  | John Hyams        | John Hyams                        | 23 octombrie 2015  | 0.76                           |
| 21            | 8            | „The Collector”                         | Dan Merchant      | Dan Merchant                      | 30 octombrie 2015  | 0.87                           |
| 22            | 9            | „RoZwell”                               | Jason McKee       | Craig Engler                      | 6 noiembrie 2015   | 0.84                           |
| 23            | 10           | „We Were Nowhere Near the Grand Canyon” | Juan A. Mas       | Eric Bernt                        | 13 noiembrie 2015  | 0.67                           |
| 24            | 11           | „Corporate Retreat”                     | Jodi Binstock     | Micho Rutare                      | 20 noiembrie 2015  | 0.77                           |
| 25            | 12           | „Party with the Zeros”                  | Abram Cox         | Lynelle White                     | 27 noiembrie 2015  | 0.92                           |
| 26            | 13           | „Adios, Muchachos”                      | Abram Cox         | Jennifer Derwingson               | 4 decembrie 2015   | 0.97                           |
| 27            | 14           | „Day One”                               | Dan Merchant      | Michael Cassutt                   | 11 decembrie 2015  | 0.83                           |
| 28            | 15           | „All Good Things Must Come to an End”   | John Hyams        | Karl Schaefer and Daniel Schaefer | 18 decembrie 2015  | 1.10                           |

### Sezonul 3 (2016)
| Nr. în serial | Nr. în sezon | Titlu                             | Regizat de          | Scris de                          | Data difuzării     | U.S. telespectatori (milioane) |
| ------------- | ------------ | --------------------------------- | ------------------- | --------------------------------- | ------------------ | ------------------------------ |
| 29            | 1            | „No Mercy”                        | Abram Cox           | Karl Schaefer and Daniel Schaefer | 16 septembrie 2016 | 1.06                           |
| 30            | 2            | „A New Mission”                   | Dan Merchant        | Dan Merchant                      | 23 septembrie 2016 | 1.03                           |
| 31            | 3            | „Murphy's Miracle”                | Alexander Yellen    | Michael Cassutt                   | 30 septembrie 2016 | 0.86                           |
| 32            | 4            | „Escorpion and the Red Hand”      | Jason McKee         | Steve Graham                      | 7 octombrie 2016   | 0.85                           |
| 33            | 5            | „Little Red and the WolfZ”        | Juan A. Mas         | Jennifer Derwingson               | 14 octombrie 2016  | 0.80                           |
| 34            | 6            | „Doc Flew Over the Cuckoo's Nest” | Dan Merchant        | Tye Lombardi                      | 21 octombrie 2016  | 0.77                           |
| 35            | 7            | „Welcome to Murphytown”           | Jodi Binstock       | Jodi Binstock                     | 28 octombrie 2016  | 0.72                           |
| 36            | 8            | „Election Day”                    | Andrew Drazek       | Delondra Williams                 | 4 noiembrie 2016   | 0.87                           |
| 37            | 9            | „Heart of Darkness”               | Abram Cox           | Michael Cassutt                   | 11 noiembrie 2016  | 0.92                           |
| 38            | 10           | „They Grow Up So Quickly”         | Alexander Yellen    | Craig Engler                      | 18 noiembrie 2016  | 0.77                           |
| 39            | 11           | „Doc's Angels”                    | Youssef Delara      | Natalia Fernandez                 | 25 noiembrie 2016  | 1.01                           |
| 40            | 12           | „The Siege of Murphytown”         | Dan Merchant        | Dan Merchant                      | 2 decembrie 2016   | 0.74                           |
| 41            | 13           | „Duel”                            | Jennifer Derwingson | Jennifer Derwingson               | 9 decembrie 2016   | 0.76                           |
| 42            | 14           | „Everybody Dies in the End”       | Abram Cox           | Abram Cox                         | 16 decembrie 2016  | 0.87                           |

### Sezonul 4 (2017)
| Nr. în serial | Nr. în sezon | Titlu                        | Regizat de          | Scris de                          | Data difuzării     | U.S. telespectatori (milioane) |
| ------------- | ------------ | ---------------------------- | ------------------- | --------------------------------- | ------------------ | ------------------------------ |
| 43            | 1            | „Warren's Dream”             | Abram Cox           | Karl Schaefer                     | 29 septembrie 2017 | 0.58                           |
| 44            | 2            | „Escape from Zona”           | Abram Cox           | John Hyams                        | 6 octombrie 2017   | 0.55                           |
| 45            | 3            | „The Vanishing”              | Alexander Yellen    | John Hyams                        | 13 octombrie 2017  | 0.58                           |
| 46            | 4            | „A New Mission: Keep Moving” | Keith Allan         | Delondra Williams                 | 20 octombrie 2017  | 0.62                           |
| 47            | 5            | „The Unknowns”               | J.D. McKee          | Craig Engler                      | 27 octombrie 2017  | 0.60                           |
| 48            | 6            | „Back From the Undead”       | Alexander Yellen    | Michael Cassutt                   | 3 noiembrie 2017   | 0.58                           |
| 49            | 7            | „Warren's Wedding”           | Steve Graham        | Steve Graham                      | 10 noiembrie 2017  | 0.65                           |
| 50            | 8            | „Crisis of Faith”            | Jennifer Derwingson | Jennifer Derwingson               | 17 noiembrie 2017  | 0.64                           |
| 51            | 9            | „We Interrupt This Program”  | Dan Merchant        | Dan Merchant                      | 24 noiembrie 2017  | 0.62                           |
| 52            | 10           | „Frenemies”                  | Juan A. Mas         | Abram Cox                         | 1 decembrie 2017   | 0.52                           |
| 53            | 11           | „Return to Mercy Labs”       | Jodi Binstock       | Jodi Binstock                     | 8 decembrie 2017   | 0.57                           |
| 54            | 12           | „Mt. Weather”                | Dan Merchant        | Craig Engler                      | 15 decembrie 2017  | 0.61                           |
| 55            | 13           | „The Black Rainbow”          | Abram Cox           | Karl Schaefer and Daniel Schaefer | 15 decembrie 2017  | 0.56                           |

### Sezonul 5 (2018)
| Nr. în serial | Nr. în sezon | Titlu                         | Regizat de          | Scris de            | Data difuzării    | U.S. telespectatori (milioane) |
| ------------- | ------------ | ----------------------------- | ------------------- | ------------------- | ----------------- | ------------------------------ |
| 56            | 1            | „Welcome to the Newpocalypse” | Abram Cox           | Karl Schaefer       | 5 octombrie 2018  | 0.54                           |
| 57            | 2            | „A New Life”                  | Alexander Yellen    | Michael Cassutt     | 12 octombrie 2018 | 0.51                           |
| 58            | 3            | „Escape from Altura”          | Alexander Yellen    | Dan Merchant        | 19 octombrie 2018 | 0.37                           |
| 59            | 4            | „Pacifica”                    | Jodi Binstock       | Jodi Binstock       | 26 octombrie 2018 | 0.40                           |
| 60            | 5            | „Killing All The Books”       | Juan A Mas          | Jennifer Derwingson | 2 noiembrie 2018  | 0.46                           |
| 61            | 6            | „Limbo”                       | Dan Merchant        | Delondra Williams   | 9 noiembrie 2018  | 0.46                           |
| 62            | 7            | „Doc's Stoned History”        | Jared Briley        | Collin Redmond      | 16 noiembrie 2018 | 0.53                           |
| 63            | 8            | „Heartland”                   | Steve Graham        | Steve Graham        | 23 noiembrie 2018 | 0.45                           |
| 64            | 9            | „Water Keepers”               | Jennifer Derwingson | Jennifer Derwingson | 30 noiembrie 2018 | 0.44                           |
| 65            | 10           | „State of Mine”               | Stuart Acher        | Dan Merchant        | 7 decembrie 2018  | 0.47                           |
| 66            | 11           | „Hackerville”                 | J.D. McKee          | Michael Cassutt     | 14 decembrie 2018 | 0.43                           |
| 67            | 12           | „At All Cost”                 | Dan Merchant        | Dan Merchant        | 21 decembrie 2018 | 0.40                           |
| 68            | 13           | „The End of Everything”       | Alexander Yellen    | Karl Schaefer       | 28 decembrie 2018 | 0.48                           |

## Legături externe
- Z Nation la Internet Movie Database
- Z Nation la CineMagia
- Site web oficial